# Está Consumado
Está Consumado é o quarto álbum de estúdio da banda Catedral, lançado em 1993. Sendo um álbum duplo, foi o último trabalho da banda pela gravadora Pioneira Evangélica e se destacou pela maior parte das composições poéticas de Kim. No repertório ainda consta há a regravação de "Galhos Secos", original da Êxodos, a primeira banda de rock cristão do Brasil. O trabalho aumentou a popularidade da banda no meio gospel e no popular também. A obra se destaca também pelas performances de Júlio no baixo e Cezar nas guitarras. A obra foi relançada pela Line Records em 2008.[carece de fontes?]
Em 2015, foi considerado, por vários historiadores, músicos e jornalistas, como o 24º maior álbum da música cristã brasileira, em uma publicação dirigida pelo Super Gospel. Mais tarde, foi eleito pelo mesmo portal o 17º melhor álbum da década de 1990.

## Faixas
CD 1
1. "Carpe Diem" (aproveite o dia)
2. "Pelas ruas da Cidade"
3. "Uma Tarde de Outono"
4. "Roda Gigante"
5. "Sermão do Monte"
6. "Olhai as Aves do Céu"
7. "Carta aos que Esperam"
8. "Um Dia"
9. "Paisagem"

CD 2
1. "Simplesmente"
2. "Todo o Sentido de Ser"
3. "Histórias que me Contaram"
4. "Coração de Criança"
5. "O Jardim e o Corpo"
6. "Era uma Vez"
7. "Pelo som do seu Coração"
8. "Galhos Secos"
9. "Don't go Away"

### Faixas (versão 2008)
1. "Uma Tarde de Outono"
2. "Roda Gigante"
3. "Sermão do Monte"
4. "Olhai as Aves do Céu"
5. "Carta aos que Esperam"
6. "Paisagem"
7. "Simplesmente"
8. "Todo o Sentido de Ser"
9. "Histórias que me Contaram"
10. "Coração de Criança"
11. "O Jardim e o Corpo"
12. "Era uma Vez"
13. "Pelo som do seu Coração"
14. "Don't go Away"

## Ficha técnica
- Kim: Vocais
- Júlio Cesar: Baixo
- José Cezar Motta: Guitarra base e solo
- Eliaquim Guilherme Morgado: Bateria